# 꽝흐우
꽝흐우(베트남어: Quảng Hựu / 廣佑/廣祐 광우 / 1085년 2월 ~ 1092년 8월)는 베트남 리 왕조(李朝) 인종(仁宗) 리깐득(李乾德)의 세번째 연호이다.

## 개원
- 아인부찌에우탕(英武昭勝) 10년 2월 23일[1](1085년 3월 21일)에 연호를 꽝흐우(廣祐)로 개원함.[2][3][4][5]

- 꽝흐우(廣祐) 8년(1092년) 8월에 연호를 호이퐁(會豊)으로 개원함.[2][3][6]

## 연대 대조표
| 꽝흐우     | 원년       | 2년        | 3년        | 4년        | 5년        | 6년        | 7년        | 8년        |
| 서기(西紀) | 1085년     | 1086년     | 1087년     | 1088년     | 1089년     | 1090년     | 1091년     | 1092년     |
| 간지(干支) | 을축(乙丑) | 병인(丙寅) | 정묘(丁卯) | 무진(戊辰) | 기사(己巳) | 경오(庚午) | 신미(辛未) | 임신(壬申) |

## 동시대 연호

### 중국
북송(北宋)
- 원풍(元豊) (1078년 ~ 1085년)
- 원우(元祐) (1086년 ~ 1094년)

요(遼)
- 대안(大安) (1085년 ~ 1094년)

대리국(大理國)
- 건안(建安) (1083년 ~ 1091년)
- 천우(天祐) (1091년 ~ 1094년)

서하(西夏)
- 대안(大安) (1075년 ~ 1085년)
- 천안예정(天安禮定) (1086년)
- 천의치평(天儀治平) (1086년 ~ 1089년)
- 천우민안(天祐民安) (1090년 ~ 1097년)

### 일본
- 오토쿠(応徳) (1084년 ~ 1087년)
- 간지(寛治) (1087년 ~ 1094년)